# Sinfonia n. 3 (Tippett)
La Sinfonia n. 3, composta tra il 1970 e il 1972 da Michael Tippett, è un'opera sinfonica per soprano e orchestra, con testo scritto dal compositore stesso.

## Storia
È stata composto tra il 1970 e il 1972 ed ha ricevuto la sua anteprima il 22 giugno 1972 alla Royal Festival Hall di Londra, eseguita dalla London Symphony Orchestra con il soprano Heather Harper diretta da Colin Davis.
La sinfonia si distingue per il suo uso del blues e per la citazione diretta dell'apertura del finale della Nona sinfonia di Beethoven. L'opera critica la comprensione estatica ed utopica della fratellanza dell'uomo espressa nell'Ode alla Gioia e sottolinea invece la potenzialità dell'uomo di operare sia per il bene che per il male.
L'opera è quindi caratterizzata da parti contrapposte e contraddittorie, essendo il suo disegno complessivo "una massiccia antitesi".

## Movimenti
Il lavoro si compone di due parti:
- Allegro non troppo e pesante (Arresto) - Allegro molto e con grande energia (Movimento)
- Allegro molto - blues lento (Andante) - blues veloce (Allegro)

## Origine
L'ideazione di Tippett della Terza Sinfonia avvenne durante un concerto a Edimburgo nel 1965 durante l'esecuzione o della Sonata per pianoforte n. 2 oppure di Pli selon pli di Pierre Boulez. Tippett rilevò l'assenza di movimento armonico, ritmico e melodico nel lavoro. Un tale approccio alla composizione potrebbe essere utilizzato da Tippett solo se presentato nel contesto di una dialettica con il suo opposto, quindi la Terza Sinfonia è stata costruita sui concetti di "arresto" e "movimento" che Tippett paragonava alla spinta e all'avanzamento di un motore a reazione. Le parti 1 e 2 del lavoro e le loro sezioni componenti seguono questo ciclo di "arresto" e "movimento".
Descrivendo il suo ciclo creativo, Tippett osservò: "Il lavoro ha richiesto sette anni di riflessione intermittente e la creazione finale. Da una così piccola annotazione di una possibilità futura ho dovuto mettere giù una sorta di stenografia mnemonica, in modo da poter ricordare cosa pensavo della struttura dell'intero lavoro quando avevo sperimentato solo il momento iniziale del concepimento ... un gran numero di nozioni sconnesse e non strutturate sono state notate nel mio tipo di stenografia verbale ... l'originale concezione spontanea di "immobile" polarizzato contro "veloce" (così ridicolmente semplice, ma chiaramente avendo il potere di avviare il processo creativo ora apparentemente pronto a esistere) è sempre stato il fattore strutturante. Pur mantenendo queste idee nella mia mente per un periodo di anni, permettendo loro di crescere gradualmente, vengo vicino a un momento in cui avevo quasi tutto nella mia mente tranne le note. La sinfonia fino ad ora aveva una struttura ed un equilibrio; aveva idee sull'orchestrazione. Così ho potuto iniziare ciò che di solito si pensa come la composizione. Ho iniziato al pianoforte una ricerca dei suoni giusti. Ora non trovo i suoni precisi che voglio sul piano, ma attraverso il pianoforte (questo è dopo tutto un pezzo per orchestra). Ma posso inventare come se la partitura orchestrale fosse sempre nella mia testa".
Tippett ha voluto evitare la "pomposità di Šostakovič" caratteristica di molti finali e ha deciso di comporre il finale come un insieme di blues. Possedeva una grande ammirazione per la registrazione del 1925 di Bessie Smith di St Louis Blues in particolare. Tippett ha interpretato la linea di basso ripetuta del blues nei termini di un contrabbasso purcelliano, che avrebbe reso il finale una forma di passacaglia. La ragione più importante per la decisione di Tippett di usare il blues è stata la sua capacità di comunicare in modo semplice e diretto.
Quando Tippett cominciò a comporre la sinfonia, nella primavera del 1970, aveva già scritto il testo delle quattro canzoni per il finale. Gli adattamenti di Mahler di poesie cinesi in Das Lied von der Erde servirono come precedente per Tippett di un'opera che articolava il testo di una canzone sotto forma di una sinfonia: "Ho iniziato così a pianificare e organizzare testi che dovevano avere una forma come di un essere umano, passando dall'innocenza all'esperienza". Il testo della sinfonia è stato formulato come risposta critica al sentimento incarnato nell'Ode alla Gioa di Schiller: la celebrazione estatica della fratellanza dell'uomo di Schiller era insostenibile in un secolo che aveva visto l'Olocausto, i gulag e il lancio della bomba atomica su Hiroshima. Nella drammatica quarta canzone, quindi, la Nona Sinfonia di Beethoven è citata tre volte nei punti culminanti e il suo messaggio è sfidato nel testo e nella musica dell'opera. Il confronto di Tippett con Beethoven è suggerito fin dall'inizio del pezzo, gli accordi bruschi nella prima battuta ricordano l'inizio della Sinfonia n. 3.

## Il manoscitto
La Terza Sinfonia è certamente uno dei manoscritti di Tippett dall'aspetto più peculiare e le sue pratiche di notazione meritano un'analisi più attenta poiché rivelano come il suo disegno concettuale e le strategie compositive richieste per realizzarlo richiesero che lui ripensasse completamente l'orchestra, anche la propria riconcettualizzazione dell'orchestra post-Priamo che aveva trovato nel suo Concerto per orchestra.
Il manoscritto dell'opera si trova nella Tippett Collection (Add MS 61796-61798) della British Library.